# Harpagifer permitini
Harpagifer permitini är en fiskart som beskrevs av Neyelov och Prirodina 2006. Harpagifer permitini ingår i släktet Harpagifer och familjen Harpagiferidae. Inga underarter finns listade i Catalogue of Life.